# Konkordyzm
Konkordyzm – zmodyfikowana teoria dosłownego tłumaczenia kosmologii biblijnej, popularna w drugiej połowie XIX i początkach XX wieku.
Według założeń konkordyzmu biblijną kolejność dzieł stworzenia należy rozumieć dosłownie. Biblia stanowi nie tylko przekaz religijny, ale jest też księgą nauk kosmologicznych, fizycznych i  przyrodniczych. Nurt łączył transformizm z kreacjonizmem teologicznym. Przyjmowano zatem, że akt kreacji odbywał się w sześciu przedziałach czasowych. Hebrajskie słowo iom, niezgodnie z wykładnią tego języka, tłumaczono jako epokę. Mimo tego, że część konkordystów temu przeczyła, przyjmowano za pewnik, że hagiograf daje naukowe wyjaśnienie tego, jak Bóg stworzył wszechświat. Próbowano wszelkimi metodami wykazać, że wszelkie nauki współczesne, w różny sposób, mówią o sześciu epokach stworzenia. Schyłek głoszenia nauk konkordystycznych przyniosła encyklika Providentissimus Deus papieża Leona XIII z 1893, w której wskazano, że hagiografowie przekazywali jedynie myśli religijne ubrane w pojęcia przyrodnicze właściwe swoim czasom.
Głównymi propagatorami nurtu byli księża Fulcran Vigouroux i Franz von Hummelauer.